# Hiéroglyphe égyptien O43
Pour les articles homonymes, voir Barrière.
La barrière, en hiéroglyphes égyptiens, est classifiée dans la section O « Bâtiments, parties de bâtiments etc. » de la liste de Gardiner ; cet hiéroglyphe y est noté O43.

## Représentation
Il représente une barrière stylisé (voir O42). Il est translittéré šsp (?) < šzp.

## Utilisation
| O42 |

| O42 |

C'est un phonogramme trilitère de valeur šsp (?) < šzp.